# Гарра Дембеле
Гарра́ Дембеле́ (фр. Garra Dembélé, нар. 21 лютого 1986, Женнвільє) — малійський футболіст, нападник збірної Малі.

## Клубна кар'єра
Вихованець футбольної школи клубу «Осер».
У дорослому футболі дебютував 2005 року виступами за команду клубу «Осер 2», в якій провів два сезони, взявши участь у 41 матчі чемпіонату. Більшість часу, проведеного у складі другої команди «Осера», був основним гравцем атакувальної ланки команди.
Згодом з 2007 по 2010 рік грав у складі команд клубів «Істр», «Орхус», «Пієрікос» та «Локомотив» (Пловдив).
Своєю грою за останню команду привернув увагу представників тренерського штабу клубу «Левскі», до складу якого приєднався 2010 року. Відіграв за команду з Софії наступний один сезон своєї ігрової кар'єри. Граючи у складі «Левскі», також здебільшого виходив на поле в основному складі команди. Відзначався надзвичайно високою результативністю, забиваючи в іграх чемпіонату в середньому більше одного голу за матч.
До складу клубу «Фрайбург» приєднався у 2011 році. За півтора року встиг відіграти за фрайбурзький клуб 19 матчів в національному чемпіонаті. 2013 року на правах оренди виступав за китайський клуб «Ухань Чжоер».
Влітку 2014 року став гравцем клубу «Дубай». Втім, Дембеле не був включений до офіційної заявки на сезон. Попри наполягання клубу він відмовився розривати контракт за власним бажанням, через що цілий рік узагалі не мав ігрової практики. Після цього Дембеле переїхав до Швейцарії, де шукав продовження кар'єри в клубах нижчих ліг.
У сезоні 2016/17 виступав у клубі «Золотурн» з четвертою за силою швейцарської ліги.

## Виступи за збірні
2002 року дебютував у складі юнацької збірної Франції, взяв участь у 26 іграх на юнацькому рівні, відзначившись 2 забитими голами.
2011 року дебютував в офіційних матчах у складі національної збірної Малі. Перший і поки що єдиний м'яч за збірну забив на Кубку африканських націй 2012 у матчі проти збірної Ботсвани.
Наразі провів у формі головної команди країни 7 матчів, забивши 1 гол.

## Титули і досягнення
- Бронзовий призер Кубка африканських націй: 2012